# Lycée Raymond-Poincaré
Le lycée Raymond-Poincaré est un établissement public local d'enseignement situé à Bar-le-Duc dans la Meuse faisant partie de l'académie de Nancy-Metz. Il regroupe un collège, un lycée général et technologique, des classes de BTS et accueille le Greta de la Meuse. L'établissement compte plus de 1 700 élèves, dont une centaine d'internes, et environ 350 personnels encadrants, dont 150 enseignants.
Héritier du collège Gilles de Trèves fondé en 1573, le lycée impérial s'installe sur son site actuel le 26 octobre 1857. Son histoire des XIXe et XXe siècles est liée aux différents conflits avec le voisin allemand. En 1935, l'établissement est baptisé du nom de l'homme d'État français Raymond Poincaré, ancien élève et président de la République de 1913 à 1920. Après de vastes travaux d'agrandissement ayant quadruplé sa capacité en 1961, le lycée s'ouvre aux formations technologiques à partir de 1968 et aux études supérieures à partir de 1985.

## Historique
Au XIXe siècle, le collège de Bar-le-Duc est de plus en plus à l'étroit dans les bâtiments du collège Gilles de Trèves fondé en 1573 par Gilles de Trèves, doyen de la collégiale Saint-Maxe. Dès 1811, la ville demande la création d'un lycée. Après d'âpres débats sur l'emplacement de l'établissement l'opposant à Verdun, il est décidé le 3 mai 1853 de la construction d'un lycée de 300 places avec internat à Bar-le-Duc sur le lieu du Grand Pâquis, hors du centre-ville, entre l'Ornain au sud et le canal de la Marne au Rhin et la ligne ferroviaire Paris-Strasbourg au nord. L'empereur Napoléon III signe le 4 avril 1854 un décret élevant le collège en lycée et la construction des nouveaux bâtiments débute en août 1855 sous l'égide de l'architecte municipal Charles Demoget. Le lycée impérial est inauguré le 26 octobre 1857 et accueille 273 élèves dont 93 internes à la rentrée. En 1865, il se dote d'un petit lycée,.
En août 1870, peu après l'éclatement de la guerre franco-allemande, le lycée ferme ses portes. Quelques jours plus tard, les régiments de hussards entrent dans la ville et une ambulance allemande est installée dans l'établissement scolaire. Le 24 août, le ministre-président de Prusse Otto von Bismarck visite le lycée après avoir défilé dans le boulevard de la Rochelle avec le roi de Prusse Guillaume Ier et le Grand État-Major général Helmuth von Moltke. À la rentrée 1870, les élèves et professeurs doivent déménager dans le vieux collège Gilles de Trèves avant de retrouver le lycée impérial à la rentrée suivante. L'établissement rencontre un succès grandissant et fait face à un afflux d'élèves en provenance notamment de l'Alsace-Lorraine annexée. De plus, avec la suppression des lycées de Metz et de Strasbourg, le lycée de Bar-le-Duc obtient en juillet 1878 la création d'une chaire de mathématiques spéciales (CPGE). Accueillant désormais plus de 450 élèves, l'établissement connaît son premier agrandissement en 1879 avec l'extension de l'aile ouest,.
Dès le 15 septembre 1914, au lendemain de la bataille de la Marne, le lycée est occupé en partie par les bureaux de l'État-major de la 3e armée française et un hôpital de campagne. Pendant la Première Guerre mondiale, le lycée reste ouvert aux élèves grâce au personnel mobilisé qui assure quand même les cours sauf pour les étudiants de mathématiques spéciales dont les professeurs n'ont pas pu être remplacés. Le 9 septembre 1915, une bombe endommage la façade du lycée. Au déclenchement de la bataille de Verdun en février 1916, les bombardements se font plus importants de sorte que les élèves sont mis prématurément en vacances. Peu après, l'hôpital qui était installé à l'École normale de jeunes filles à la Ville-Haute est transféré au lycée. S'il restait encore 300 élèves en 1915, ils ne sont plus que 55 en 1917,.
Après la guerre, le lycée voit ses effectifs repartir à la hausse, notamment grâce aux Alsaciens-Lorrains venus apprendre le français. Mais dès 1918, les classes préparatoires aux grandes écoles regagnent le lycée de Metz. La période de l'entre-deux-guerres amène des changements au lycée comme la suppression de l'uniforme ou la présence de jeunes filles parmi les élèves à partir de 1925. Le nombre de lycéens monte ainsi à 309 en 1937. À la suite du décès de l'ex-président de la République Raymond Poincaré, ancien élève de l'établissement, le lycée est baptisé Raymond-Poincaré en son honneur lors d'une cérémonie le 13 juillet 1935,.
Lors de la Seconde Guerre mondiale, le lycée reste ouvert tout en abritant un hôpital militaire complémentaire. Sous l'Occupation, l'établissement accueille le collège de jeunes filles de la ville. Le lycée ne sera fermé que pendant deux semaines en octobre 1940 après que des inscriptions injurieuses envers Adolf Hitler ont été découvertes sur les murs de l'établissement. Les lycéens sont alors envoyés curer le canal de la Marne au Rhin. Durant toute cette période, les effectifs passent de 200 élèves en 1939-40, à 318 en 1941-42 et 500 en 1942-43,.
En 1957, le lycée d'une capacité de 300 personnes est à l'étroit avec ses 613 élèves. D'autant plus que le lycée de garçons est jumelé avec le collège moderne de jeunes filles à la rentrée 1958. Une première période de « grands travaux » débute. L'État fait l'acquisition de la propriété Paul Nicolas constituée d'un grand parc et d'une maison de maître où est aménagé provisoirement un petit internat pour jeunes filles. Peu après, un plus grand bâtiment est construit dans le parc pour les héberger. Le lycée connaît de grands travaux d'agrandissements à partir de 1959 avec la construction de trois nouveaux bâtiments pour les salles de cours, d'un gymnase et des terrains de sport de plein air. Le nouveau lycée pouvant désormais accueillir 1 300 élèves est inauguré le 11 novembre 1961,.
À la suite des événements de Mai 68 pendant lesquels le lycée est resté fermé trois semaines, de nombreux changements ont lieu au sein de l'établissement. Les classements et remises de prix sont abolis, les uniformes des filles sont supprimés et l'internat devient mixte. Un foyer socio-éducatif est créé en 1969 et le Greta de Bar-le-Duc s'installe dans l'établissement en 1974. Dans le même temps, de nouvelles formations font leur apparition, notamment avec l'ouverture des sections du nouveau baccalauréat technologique : secrétariat (G1) et comptabilité (G2) en 1968, commercial (G3) en 1975 et informatique (H) en 1984 ; ainsi qu'Arts Plastiques (A3). De 1974 à 1987, le lycée dispose de trois sections sport-étude : une pour les garçons et une pour les filles en handball et une mixte en athlétisme. En 1985, l'établissement fait son entrée dans l'enseignement supérieur en se dotant d'une formation de brevet de technicien supérieur BTS Informatique de gestion, suivie par le BTS Force de vente en 1992 et le BTS Systèmes électroniques en 1993,.
Dans les années 1980, le lycée se retrouve de nouveau à l'étroit avec ses 1 200 lycéens et 800 collégiens. Une deuxième période de « grands travaux » débute. En 1989, l'aile Est du lycée impérial est rénovée pour accueillir les enseignements technologiques et la construction du nouveau restaurant scolaire commence. En 1990, un nouveau bâtiment est construit dans la cour du Saule pour accueillir la filière électronique. En 1995, c'est l'internat qui se voit rénové. Les façades du lycée impérial sont ravalées et le parc réaménagé. La chapelle est transformée en salle polyvalente pour les 150 ans du lycée en 2007,.
À la rentrée 2013, le lycée ouvre une Classe préparatoire universitaire scientifique (CPUS) en lien avec l'Université de Lorraine qui permet de faire sa première année d'études supérieures dans l'établissement avant de partir sur Nancy. Mais l'expérience tourne court et la prépa est fermée en 2015,.

## Localisation et accès
Le lycée se trouve au nord-ouest du centre-ville de Bar-le-Duc, en Ville-Basse. Il est bordé au nord par la ligne ferroviaire Paris-Strasbourg et le canal de la Marne au Rhin, à l'est par la rue Landry-Gillon, au sud par la rue du Port, la place Paul Lemagny et l'Ornain, et à l'ouest par l'école primaire Edmond Laguerre. L'entrée principale est située au 1 place Paul Lemagny et une entrée annexe donne sur la rue Landry-Gillon.
Le lycée est accessible via les lignes régulières ou scolaires du réseau TUB (transports urbains du Barrois) géré par la communauté d'agglomération Bar-le-Duc Sud Meuse et via les lignes du Réseau des transports de la Meuse géré par la région Grand Est. La gare multimodale de Bar-le-Duc est située à côté de la gare de Bar-le-Duc, à 500 m du lycée.

## Administration

### Direction
L'établissement est dirigé par un proviseur secondé par un proviseur adjoint pour le lycée et un principal adjoint pour le collège.

### Effectif
En 2017, le lycée accueille 1 250 lycéens et 475 collégiens. La communauté scolaire se compose aussi de 150 enseignants et de 200 agents.
| Année    | 1857 | 1860 | 1877 | 1895 | 1915 | 1917 | 1927 | 1937 | 1939 | 1941 | 1942 | 1957 | 2017  |
| Effectif | 173  | 275  | 287  | 400  | 300  | 55   | 253  | 309  | 200  | 319  | 500  | 613  | 1 725 |

### Restauration & hébergement
Le lycée possède un service de restauration scolaire ouvert tous les midis de la semaine. Il sert environ 1 600 repas par jour.
Le lycée possède un internat d'environ 120 places situé à 300 m de l'établissement. Il est équipé de chambres collectives (3 ou 4 lits), d'une infirmerie et d'un foyer. L'internat est ouvert uniquement en semaine.

## Enseignement
Le lycée Raymond-Poincaré regroupe dans un même établissement un collège, un lycée général et technologique et des classes de brevet de technicien supérieur (BTS).

### Collège
Outre les disciplines du socle commun, les élèves doivent étudier l'anglais en tant que première langue vivante (LV1) dès la sixième. À partir de la cinquième, ils choisissent leur seconde langue (LV2) entre l'allemand, l'italien et l'espagnol. Les collégiens peuvent étudier en option le latin à partir de la cinquième et le grec ancien en troisième.
Le collège dispose d'une classe bilangue anglais-allemand pour les élèves de sixième et cinquième puis d'une section européenne allemand pour les élèves de quatrième et troisième. Un échange est organisé chaque année avec le lycée Max Planck de Karlsruhe. Le collège dispose également de deux sections sportives (anciennement sport-étude) : canoë-kayak depuis 2005 et handball depuis 2012.
Le collège possède depuis 2001 une unité localisée pour l'inclusion scolaire (ULIS) destinée à accueillir les adolescents de 12 à 16 ans présentant un handicap mental. Après les deux ans passés au collège Raymond-Poincaré, les adolescents peuvent poursuivre leur scolarité dans l'ULIS du collège Jacques-Prévert.

#### Résultats et classement du collège
Selon L'Étudiant, le collège se classe 16e sur 34 au niveau départemental en 2017. Cependant, ce classement ne prend en compte que les résultats bruts du taux de réussite et du taux de mention sans prendre en compte la valeur ajoutée du collège, c'est-à-dire sa capacité à faire progresser les élèves compte tenu de leur profil (origine sociale, âge, redoublant...).
| Année | 2012   | 2013   | 2014   | 2015   | 2016   | 2017   |
| Taux  | 86,6 % | 91,1 % | 90,3 % | 90,3 % | 84,8 % | 87,6 % |

### Lycée
Le lycée compte les trois filières générales : scientifiques (S), économiques et sociales (ES) et littéraires (L) ; ainsi que trois filières technologiques : sciences et technologies du management et de la gestion (STMG), sciences et technologies de l'industrie et du développement durable (STI2D), et sciences et technologies de laboratoire (STL).
Il propose comme langues étrangères vivantes l'anglais, l'allemand, l'espagnol ou l'italien. Il est possible de présenter au baccalauréat les options Éducation physique et sportive, Arts plastiques, Latin, Grec ancien, Histoire des Arts ou Musique. Le lycée dispose également d'une Section européenne allemand,.

#### Résultats et classement du lycée
Selon L'Express en 2017, le lycée se classe 3e sur 6 au niveau départemental quant à la qualité d'enseignement, et 694e sur 2277 au niveau national. Le classement s'établit sur trois critères : le taux de réussite au baccalauréat, la proportion d'élèves de première qui obtient le baccalauréat en ayant fait les deux dernières années de leur scolarité dans l'établissement, et la valeur ajoutée, c'est-à-dire la capacité à faire progresser les élèves compte tenu de leur origine sociale, de leur âge et de leurs résultats au diplôme national du brevet.
| Année         | 2012   | 2013   | 2014   | 2015   | 2016   | 2017   |
| Général       | 96,5 % | 98,3 % | 96,4 % | 93,8 % | 96,3 % | 89,7 % |
| Technologique | 87,0 % | 90,1 % | 97,0 % | 97,3 % | 95,1 % | 93,6 % |

### BTS
Le lycée dispose de formations supérieures avec trois brevets de technicien supérieur (BTS) : Services informatiques aux organisations (SIO), Négociation et relation clients (NRC), et Systèmes numériques (SN).
| Année | 2012   | 2013   | 2014   | 2015   | 2016   | 2017   |
| Taux  | 85,5 % | 83,6 % | 81,1 % | 82,2 % | 82,7 % | 81,3 % |

## Personnalités liées au lycée

### Anciens élèves
Plusieurs personnalités ont étudié au lycée Raymond-Poincaré.
- Jean Bernard (1923-2004), homme politique.
- Marie-Christine Cazier (1963-), athlète (sport-étude).
- Edmond Develle (1831-1909), homme politique.
- Jules Develle (1845-1919), homme politique.
- Jean Dries (1905-1973), artiste-peintre.
- Jean Estienne (1860-1936), ingénieur militaire, « Père des chars », général.
- Pierre Gaxotte (1895-1982), historien et journaliste, membre de l'Académie française.
- Philippe Gonigam (1963-), athlète (sport-étude).
- Louis Jacquinot (1898-1993), homme politique.
- Olivier Krumbholz (1958-), handballeur international et entraîneur (sport-étude).
- Paul Lemagny (1905-1977), peintre et graveur.
- Raymond Poincaré (1860-1934), homme politique, président de la République de 1913 à 1920.
- Jean-Luc Thiébaut (1960-), handballeur international (sport-étude).
- Pascal Thiébaut (1959-), athlète (sport-étude).
- Isabelle Wendling (1971-), handballeuse internationale (sport-étude).
- Anais Delva (1986-), chanteuse et comédienne française.
- Isabelle  Nanty , comédienne et metteur en scène française

### Anciens Professeurs
- Lucien Febvre (1878-1956)[25], professeur agrégé de 1902 à 1903
- Jean Thouvenot (1918-2010), professeur de lettres classiques